# Famille Renouard de Bussierre
Pour les articles homonymes, voir Renouard et Bussière.
La famille Renouard de Bussierre, parfois écrit Renouard de Bussière, est une famille de la noblesse française subsistante originaire du Berry, anoblie au XVIIIe siècle et l'obtention de titres au siècle suivant.
Elle compte parmi ses membres des banquiers et un conseiller d'État qui eurent également des mandats électoraux, des diplomates dont l'un fut aussi voyageur et ethnologue et l'autre pair de France et ambassadeur, une salonnière qui fut familière de la Cour de Napoléon III.

## Histoire
Famille originaire du Berry, elle essaime dans le Sancerrois, puis en Franche-Comté, et enfin en Alsace et en Nivernais.[réf. nécessaire]
Elle est anoblie en 1760 par la charge de secrétaire du roi.
Elle a obtenu le titre de vicomte en 1827, puis celui de baron en 1828.

## Personnalités
- Athanase Paul Renouard de Bussierre (1776-1846), négociant et banquier, conseiller général, député (1820, 1824, 1827) du Bas-Rhin ;
- Marie-Théodore Renouard de Bussierre (1802-1865), diplomate, voyageur et ethnologue, homme de lettres. Il porte le titre de vicomte ;
- Alfred Renouard de Bussierre (1804-1887), banquier industriel, conseiller général (1845-1848 et 1861-1870) et député (1845-1870) du Bas-Rhin, directeur de la fabrication à la Monnaie de Paris (1861-1879)
- Jules-Edmond Renouard de Bussierre (1804-1888), pair de France (1841-1848), ambassadeur de France (1847) ;
- Léon Renouard de Bussierre (1808-1893), conseiller d'État, conseiller général (1864-1871) puis député (1842) du Bas-Rhin ;
- Louise Sophie Mélanie Renouard de Bussierre (1836-1914), épouse d'Edmond de Pourtalès-Gorgier, familière de la Cour de Napoléon III, salonnière, propriétaire à la suite de son père du château de Pourtalès

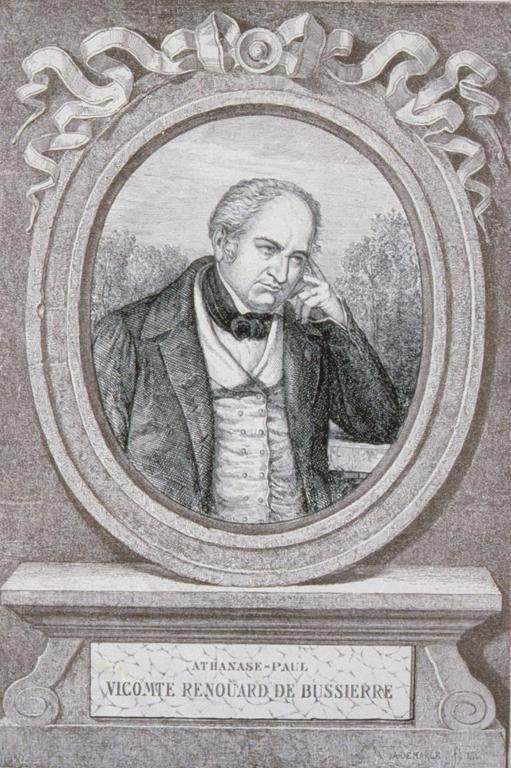
Athanase Paul Renouard de Bussierre (1776-1846)
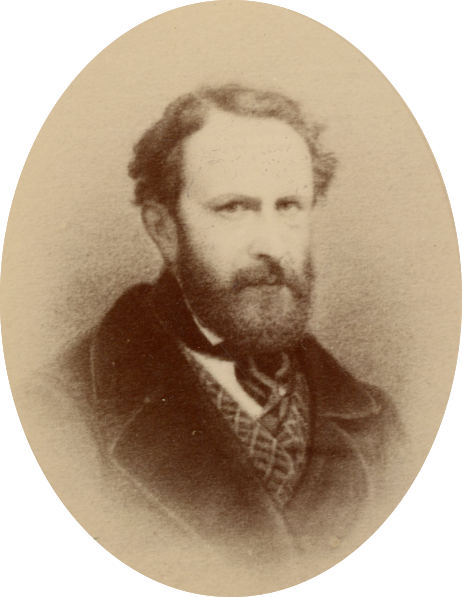
Théodore Renoüard de Bussierre (1802-1865)
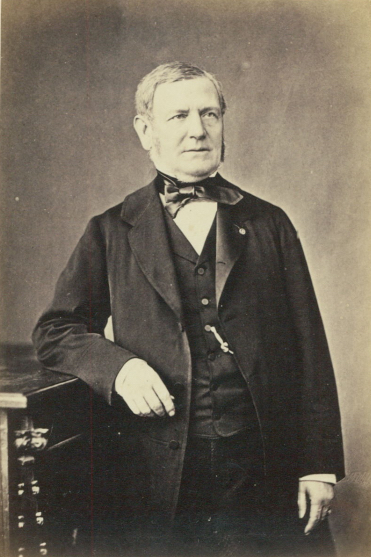
Alfred Renoüard de Bussierre (1804-1887)
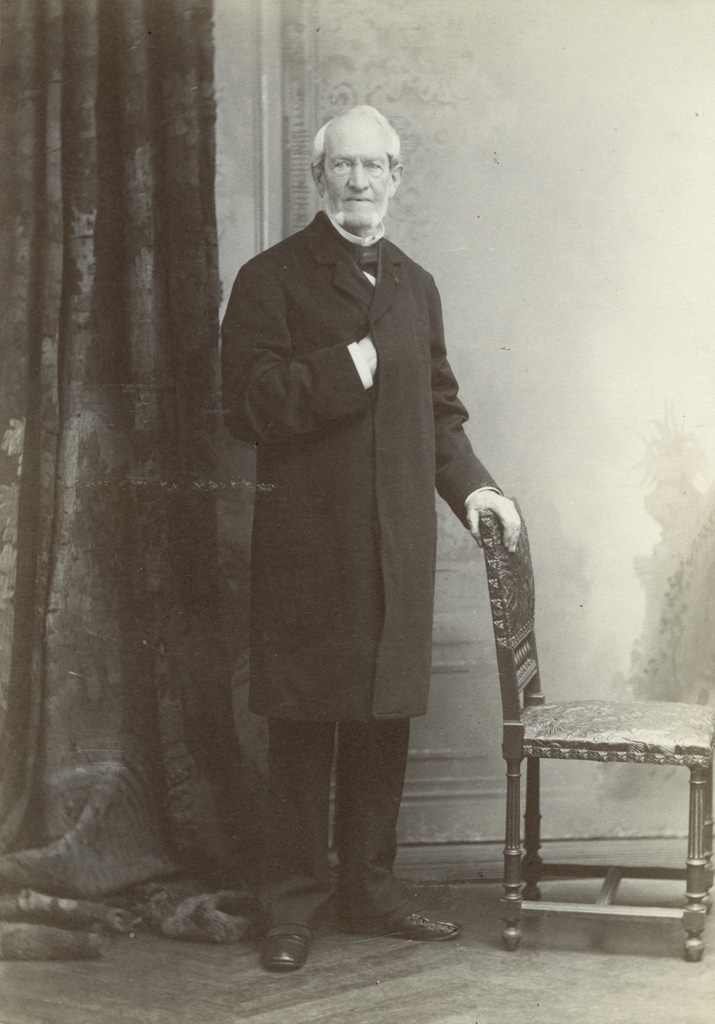
Léon Renoüard de Bussierre (1808-1893)
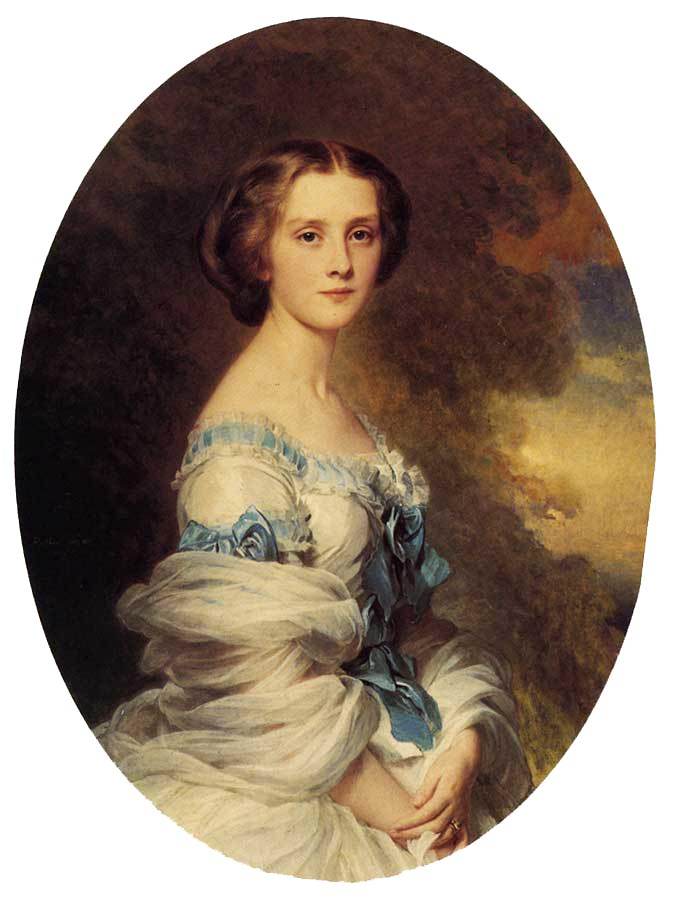
Mélanie Renoüard de Bussierre (1836-1914), épouse de Pourtalès

## Alliances
Les principales alliances de la famille Renouard de Bussierre sont : Doucet de Surigny, Bouvier de la Mothe de Cepoy (1798), de Coehorn (1825), de Pourtalès (1857), de Leusse, de la Couldre de la Bretonnière, de Suzannet

## Postérité
- Plaques en hommage à Alfred Renouard de Bussierre (1804-1887)

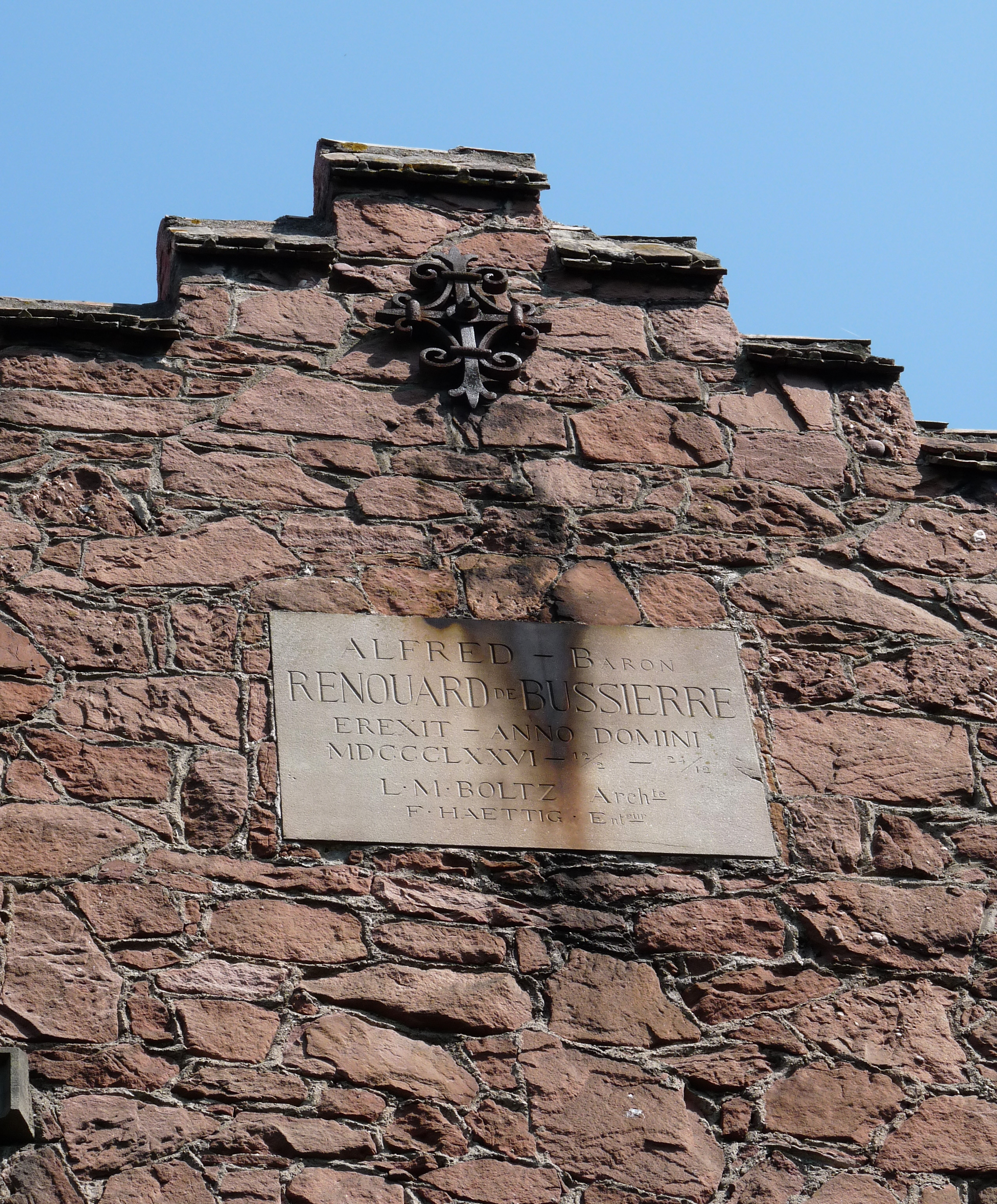
Inscription sur le pignon de la ferme Bussière (1876)
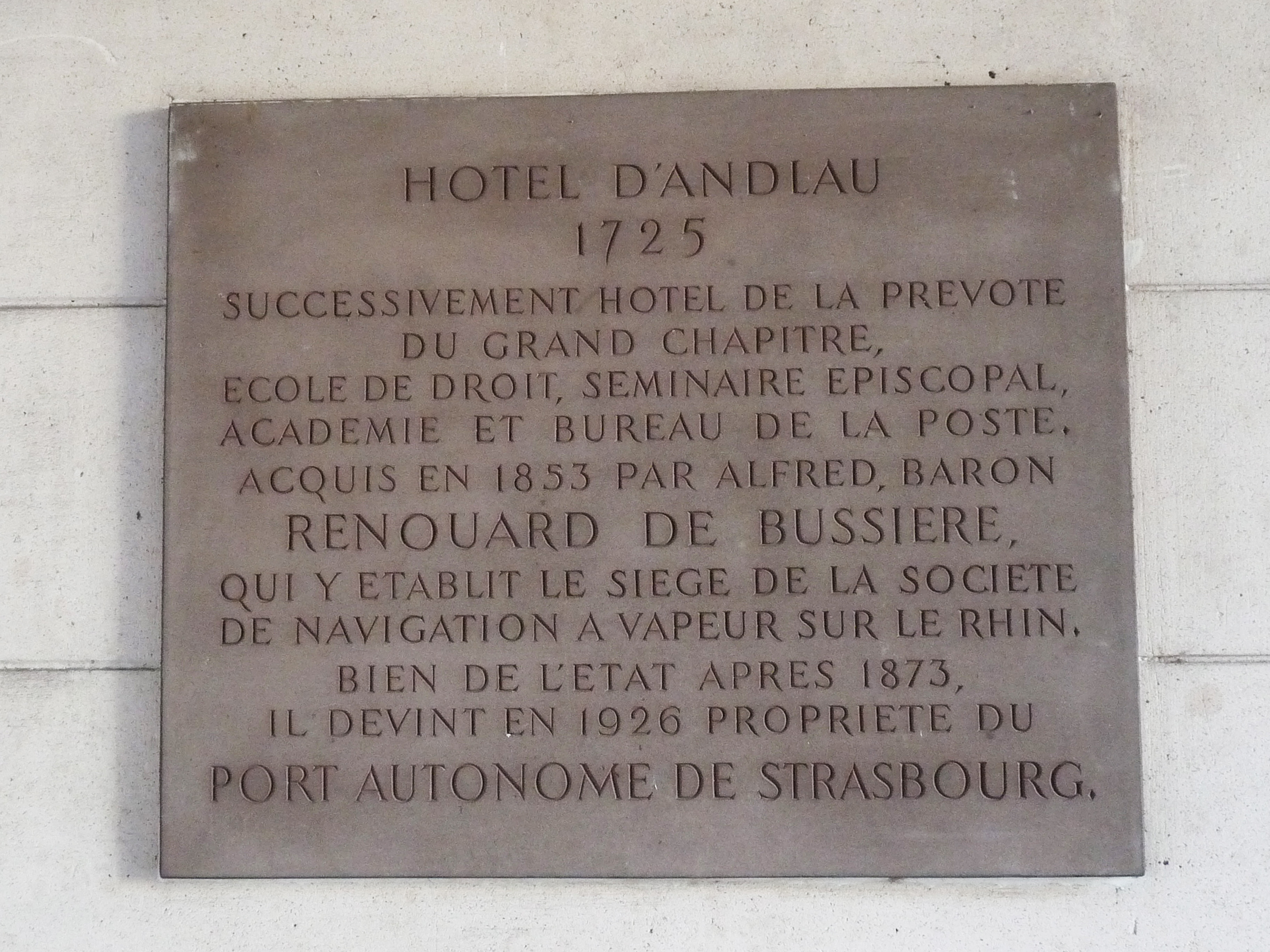
Plaque sur l'hôtel d'Andlau-Klinglin